# Men Boxing
Men Boxing (česky Mužské boxování) je americký němý film z roku 1891. Režiséry jsou William Kennedy Dickson (1860–1935) a William Heise (1847–1910). Film trvá necelou minutu.

## Děj
Film zachycuje dva muže, jak se připravují na boxerský zápas.